# Rome, Wisconsin
Rome är en ort i Jefferson County i delstaten Wisconsin, USA.